# Sophie Teboul
Pour les articles homonymes, voir Téboul.
Sophie Teboul est une pianiste française, née le 6 janvier 1976 à Nice (Alpes-Maritimes).

## Formation
Sophie Teboul commence l'étude du piano au conservatoire national de région de Nice et entre ensuite à 14 ans au Conservatoire national supérieur de musique de Paris dans la classe de Jacques Rouvier en piano et dans la classe de Christian Ivaldi en musique de chambre. Elle obtient un premier prix de piano et deux premiers prix de musique de chambre ainsi qu'un diplôme national d’études supérieures de musique,.
Elle y poursuit un cycle de perfectionnement et travaille auprès de Dimitri Bashkirov, Christian Zacharias et Maria Curcio.
Elle est lauréate du concours de Radio-France à 14 ans, ainsi que des concours internationaux de piano de Verceil (Italie) et d’Alexandro Casagrande à Terni (Italie).

## Carrière professionnelle

### Enseignement
Depuis 2001, elle enseigne le piano au Conservatoire à rayonnement régional de Bordeaux et se consacre essentiellement à la musique de chambre.

### Instrumentiste
Elle joue régulièrement en soliste sous la baguette de Hans Graf, Jean-Jacques Kantorow, Philippe Bender, en Europe et au Japon. Elle est invitée aux côtés de Laurent Korcia, Renaud Capuçon, Jean-Jacques Kantorow, Tasso Adamopoulos en Asie, Russie, et participe aux saisons de musique de chambre de l’Opéra national de Bordeaux.
Elle est invitée dans des festivals en Europe comme à Montepulciano (Hans Werner Henze), ainsi qu’en Asie (Hong Kong, Pekin, Wuhan, Tokyo, Kyoto), aux USA (New York, San Francisco), etc..
Parallèlement, elle mène une activité de chambriste, se produisant avec Renaud Capuçon, Laurent Korcia, Marielle Nordmann, Patrice Fontanarosa et le Quatuor de Bordeaux (Stéphane Rougier, Cécile Rouvière, Tasso Adamopoulos et Étienne Péclard) avec lequel elle effectuera une tournée en Russie dans le cadre de l'année France-Russie 2010 avec la délégation bordelaise en présence d’Alain Juppé.
Dédicataire en 2012 du Snekkar de Feu, pour violon alto, piano et récitant, sur un texte de Michel Onfray et une musique de Pierre Thilloy,, elle participe à la création de l’œuvre au 37e Cantiere Internazionale d’Arte di Montepulciano. En 2014, une tournée internationale est programmée ainsi qu’un enregistrement.
Par ailleurs, Sophie Teboul joue au sein du Tango Quintet avec Juan José Mosalini, ainsi qu’avec le groupe Meshouge Klezmer Band et a enregistré plusieurs CD :
- My Beloved Composers, œuvres de Gabriel Fauré et Isaac Albeniz, 1999, oki - USA,  (EAN 4-00020-696-7561) ;
- Au bonheur des Dames (musique des Années folles), septembre 2010, (ASIN B0043U2YZ2) ;
- Musique Klezmer avec le groupe Meshouge Klezmer Band, 2010.

Depuis plusieurs années, elle se produit dans les concerts de l'Opéra national de Bordeaux, dans des registres aussi différents que la musique classique, la musique contemporaine, le tango ou la musique Klezmer ; par exemple : en 2007 (œuvres de musique classique et contemporaine), en 2009 (concert Tango), en 2011 (œuvres d'Astor Piazzolla), en 2013 (œuvre de Bruckner et musique Klezmer), en 2014 (œuvres de musique classique).